# Средњи Бушевић (Босанска Крупа)
Средњи Бушевић је насељено место у Босни и Херцеговини, у општини Босанска Крупа. Административно припада Федерацији Босне и Херцеговине, односно њеном Унско-санском кантону. Према попису становништва из 2013. у насељу није било становника, а већинску популацију пре рата чинили су Срби.
Након рата у БиХ, највећи део насеља Средњи Бушевић ушао је у састав општине Крупа на Уни у Републици Српској.

## Становништво
По последњем службеном попису становништва из 2013. године у овом насељу није било становника, а село је пре рата било етнички хомогено са већинском српском популацијом.
| Националност | 2013. | 1991.        | 1981.        | 1971.        |
| Бошњаци      | —     | 0            | 2 (0,31%)    | 34 (4,03%)   |
| Хрвати       | —     | 2 (0,43%)    | 0            | 4 (0,47%)    |
| Срби         | —     | 462 (98,30%) | 635 (96,95%) | 800 (94,79%) |
| Југословени  | —     | 1 (0,21%)    | 12 (1,83%)   | 0            |
| остали       | —     | 5 (1,06%)    | 6 (0,92%)    | 6 (0,71%)    |
| Укупно       | 0     | 470          | 655          | 844          |